# Oromia (regio)
Oromia (of Oromië; Afaan Oromo: Oromiyaa) is een regio (kilil of staat) van Ethiopië. De hoofdstad van de regio is Adama (Nazret) en de regio heeft 27.304.000 inwoners (2007). Het is de qua bevolking en qua oppervlakte grootste regio van Ethiopië.

## Geografie
De regio ligt in het zuidwesten, midden en zuiden van Ethiopië en grenst aan Kenia, Zuid-Soedan, en alle andere regio's van Ethiopië, behalve Tigray in het noorden.
Belangrijke steden zijn, naast de hoofdstad; Nekemte, Jimma, Debre Zeit, Shashemene, Asela, Ambo en Goba.
In 2000 verplaatste de Ethiopische regering de regionale hoofdstad van Addis Abeba naar Adama, wat leidde tot grote controverse. In 2005 kondigde de destijds regerende regio-partij, de Democratische Partij van Oromië, plannen aan om de hoofdstad weer naar Addis Abeba te verplaatsen.

## Bevolking
De regio is in 1995 op etnische gronden opgericht. De Oromo vormen de omvangrijkste etnische groep van de regio (85%). Sedert het einde van de 20e eeuw zijn er conflicten met de centrale overheid.

## Zones
- Arsi
- Bale
- Borena
- Illubabor
- Jimma
- Mirab Hararghe
- Misraq Hararghe
- Mirab Shewa
- Misraq Shewa
- Semien Shewa
- Mirab Welega
- Misraq Welega

Regio's (kililoch): Afar · Amhara · Benishangul-Gumuz · Gambela · Harari · Oromia · Sidama · Somali · Tigray · Yedebub Biheroch Bihereseboch na Hizboch · Zuidwest
Bestuurlijk onafhankelijke steden (astedader akababiwach): Addis Abeba · Dire Dawa